# زوريتا
بلدية زوريتا (بالإسبانية: Zorita)‏، هي بلدية تقع في مقاطعة قصرش والتي تقع في منطقة إكستريمادورا، غرب إسبانيا.
يبلغ عدد سكانها 1.925 نسمة وفقاً لإحصائية سنة (2002).